# توماس دولی
توماس دولی (انگلیسی: Thomas Dooley؛ زادهٔ ۵ دسامبر ۱۹۶۱) یک بازیکن فوتبال اهل ایالات متحده آمریکا است.
وی همچنین در تیم ملی فوتبال ایالات متحده آمریکا بازی کرده‌است.